# Провинции Фиджи
Провинции Фиджи (фидж. yasana) — 14 административных единиц, входящие в состав страны.

## Структура
Базовая единица административно-территориального деления Фиджи — коро (в переводе с фиджийского «деревня»). У каждой деревни есть вождь, турага-ни-коро (turaga-ni-koro), который выбирается населением деревни. Субъединица провинции называется «тикина» и состоит из нескольких «коро». Каждая провинция («ясана») руководится провинциальным советом, состоящим в основном из образованных людей и главным образом из фиджийцев.
Совет возглавляется человеком, носящим титул «Роко Туи».

## Провинции
Провинции Фиджи:
| Номер | Провинция        |
| ----- | ---------------- |
| 1     | Мба              |
| 2     | Мбуа             |
| 3     | Такаундрове      |
| 4     | Кандаву          |
| 5     | Лау              |
| 6     | Ломаивичи        |
| 7     | Матуата          |
| 8     | Нандронга-Навоса |
| 9     | Наитасири        |
| 10    | Намоси           |
| 11    | Ра               |
| 12    | Рева             |
| 13    | Серуа            |
| 14    | Таилеву          |